# Wachara Sondee
Wachara Sondee (né le 9 avril 1983) est un athlète thaïlandais, spécialiste du sprint et du relais.

## Biographie
Son meilleur temps sur 100 m est de 10 s 30, obtenu à Vientiane le 13 décembre 2009, mais il compte à son actif de nombreux temps de qualité avec le relais national, ainsi que des médailles d'or dans les compétitions continentales. Il a participé aux Championnats du monde en salle à Moscou en 2006 et a obtenu la médaille d'argent lors des Championnats d'Asie en salle à Pattaya en 2006. Demi-finaliste lors des Championnats d'Asie à Incheon en 2005, la même année il est finaliste lors de l'Universiade d'été de 2005 à Izmir.

### Palmarès
| Date | Compétition                  | Lieu     | Résultat | Épreuve   | Performance |
| ---- | ---------------------------- | -------- | -------- | --------- | ----------- |
| 2005 | Universiade                  | Izmir    | 6e       | 100 m     | 10 s 58     |
| 2005 | Jeux asiatiques en salle     | Pattaya  | 2e       | 60 m      | 6 s 83      |
| 2006 | Championnats d'Asie en salle | Pattaya  | 2e       | 60 m      | 6 s 65      |
| 2006 | Jeux asiatiques              | Doha     | 3e       | 100 m     | 10 s 39     |
| 2006 | Jeux asiatiques              | Doha     | 1er      | 4 × 100 m | 39 s 21     |
| 2007 | Championnats d'Asie          | Amman    | 1er      | 4 × 100 m | 39 s 34     |
| 2007 | Universiade                  | Bangkok  | 1er      | 4 × 100 m | 39 s 15     |
| 2007 | Jeux asiatiques en salle     | Macao    | 3e       | 60 m      | 6 s 65      |
| 2009 | Universiade                  | Belgrade | 4e       | 4 × 100 m | 39 s 70     |
| 2009 | Jeux asiatiques en salle     | Hanoï    | 3e       | 60 m      | 6 s 68      |
| 2009 | Championnats d'Asie          | Canton   | 4e       | 4 × 100 m | 39 s 57     |
| 2010 | Jeux asiatiques              | Canton   | 3e       | 4 × 100 m | 39 s 09     |
| 2011 | Championnats d'Asie          | Kōbe     | 5e       | 4 × 100 m | 39 s 72     |

### Records
| Épreuve              | Performance | Lieu          | Date                            |
| -------------------- | ----------- | ------------- | ------------------------------- |
| 100 mètres           | 10 s 30     | Vientiane     | 13 décembre 2009                |
| 60 mètres (en salle) | 6 s 65      | Pattaya Macao | 10 février 2006 30 octobre 2007 |